# Beiseker
Beiseker is een plaats in de Canadese provincie Alberta en telt 804 inwoners (2006).